# Каштаново (Калининградская область)
Каштаново — посёлок в Правдинском районе Калининградской области. Входит в состав Домновского сельского поселения.
Кирха Альменхаузена под угрозой разрушения.

## Население
| 2002 | 2010 |
| ---- | ---- |
| 227  | ↗260 |